# Indonesia Raya
Indonesia Raya este imnul național din Indonezia, care înseamna Marea Indonezie. Cântecul a fost compus în 1928. Politica colonială a vremii era "divide și condu". Această politică a agravat în mod intenționat diferențele de limbă, etnice, culturale și religioase dintre oameni.

## Nașterea imnului
„Indonesia Raya“ a marcat începutul mișcărilor naționaliste indoneziene. Cântecul a fost introdus inițial de către compozitor, Wage Rudolf Supratman, la cel de-al doilea Congres al Tuturor Tinerilor Indonezieni, la 28 octombrie, la Batavia, în prezent Jakarta. A fost momentul când tineretul indonezian, indiferent de etnie, limbă, religie si cultură a promis: 
„O singură țară natală, Indonezia;
O singura națiune, națiunea indoneziană;
Unificarea limbii, limba indoneziană.“
Curând a devenit popular imnul național, care cerea unitatea Indoneziei. Era cântat la adunările politice indoneziene, unde oamenii îl ascultau solemn, în picioare. Cântecul, a inspirat oamenilor din întreg arhipelagul, conștiința natională.

## Indonesia Raya
Indonesia tanah airku, Tanah tumpah darahku.

Disanalah aku berdiri, Jadi pandu ibuku.

Indonesia kebangsaanku, Bangsa dan Tanah Airku.

Marilah kita berseru "Indonesia bersatu."
Hiduplah tanahku, Hiduplah negriku,

Bangsaku, Rakyatku, se'muanya.

Bangunlah jiwanya, Bangunlah badannya

Untuk Indonesia Raya. 
Refren:
Indonesia Raya,

Merdeka, Merdeka

Tanahku, negriku yang kucinta.
Indonesia Raya,

Merdeka, Merdeka

Hiduplah Indonesia Raya.
Indonesia Raya,

Merdeka, Merdeka

Tanahku, negriku yang kucinta.
Indonesia Raya,

Merdeka, Merdeka

Hiduplah Indonesia Raya. 
Indonesia! Tanah yang mulia, Tanah kita yang kaya.

Di sanalah aku berada Untuk slama-lamanya.

Indonesia, Tanah pusaka, Pusaka Kita semuanya.

Marilah kita mendoa, "Indonesia bahagia!"
Suburlah Tanahnya, Suburlah jiwanya,

Bangsanya, Rakyatnya semuanya.

Sadarlah hatinya, Sadarlah budinya

Untuk Indonesia Raya. 
Refren